# 在日本朝鮮人科学技術協会
在日本朝鮮人科学技術協会（ざいにっぽんちょうせんじんかがくぎじゅつきょうかい、재일본조선인과학기술협회）は、朝鮮総連の下部組織で東京都文京区にある在日韓国・朝鮮人の科学者・技術者の団体。略称「科協」。北朝鮮を支持する在日朝鮮人によって、1959年に朝鮮総連傘下に設立された。北朝鮮を支持する在日韓国、朝鮮人によって、日本から先進的な科学技術の獲得と兵器開発に必要な技術者育成とすることを目的としている。東京にある朝鮮大学校や親北日本人・在日民族主義者らの協力を得て、北朝鮮へ日本から核・ミサイル開発技術やその他先進科学技術・書籍・精密機器類のほとんど全てを提供してきた。

## 概要
朝鮮労働党の諜報機関の朝鮮労働党統一戦線部第225部（2013年以前は朝鮮労働党対外連絡部）の指導を受ける朝鮮総連の傘下組織で、北朝鮮の国家科学院との共同研究を指示されている。かねて兵器製造に転用可能な機器・薬品などの輸出、北朝鮮の核開発などは、科協の関係者が関与していた事実が指摘されている。2006年に発射された日本長距離ミサイルテポドン2号はミサイルの方向調整に使用されるジャイロスコープやエンコーダーなどの計測機器も日本製で、エンジンや誘導装置にも日本の電子部品や技術がかなり多く使用されていた。当時に脱北者は「北朝鮮ミサイルに使用される部品のほとんどが万景峰号によって日本から持ち込まれた」と証言した。日本人拉致問題で日本人左翼や在日民族主義者の北朝鮮擁護力が弱体化する2000年代の中頃まで、日本から戦略物資を万景峰号で北朝鮮の元山まで簡単に運び続けた。
2016年5月12日に開かれた衆議院北朝鮮による拉致問題等に関する特別委員会で、松原仁・衆議院議員の質問に対して杉山治樹・公安調査庁次長は、「在日本朝鮮人科学技術協会、科協と言っておりますが、これは、在日朝鮮人の科学者、技術者等で構成された、朝鮮総連の傘下にある団体でございまして、その主な活動目的としては、科学技術によって北朝鮮を支援するということであると認識をしております」「科協の関係者が北朝鮮による核及びミサイル開発に関与しているという指摘が報道等でこれまでなされてきたところでございまして、公安調査庁では重大な関心を持って調査を進めているところでございます」と答弁した。また松本光弘・警察庁警備局外事情報部長は、「御指摘の在日本朝鮮人科学技術協会でございますが、これは、北朝鮮と密接な関係を有します朝鮮総連の傘下団体の一つといたしまして、在日朝鮮人の科学者、技術者などで構成される団体であると承知しております。当庁としては、そのような性格の団体でございますので、公共の安全と秩序を維持するという観点からさまざまな情報収集活動を行っておりますし、また、具体的な刑罰法令に違反する行為があれば厳正に対処する所存でございます」と答弁した。
2016年4月15日に、国際連合安全保障理事会決議に基づき科協に資産凍結措置を科すよう求める民間団体連名の要望書が、外務省に提出された。

### 技術スパイ拠点
朝鮮大学校の卒業生や教授に北朝鮮の兵器開発を後押しするために、科協所属している者がいる。日本政府は2016年2月に核実験と弾道ミサイル発射を強行した北朝鮮への制裁として、科協に在籍歴のある朝鮮大学校の男性教員が北朝鮮の訪問後に再入国禁止にして警戒強化した。さらに同月に朝鮮大学校経営学部の元副学部長を北朝鮮の指示で韓国でスパイ工作を主導したため、詐欺容疑で逮捕した 。

## 主な事件
- 1994年 ジェットミルの不正輸出
- 2006年 協会の元副会長がモーターや発電機を製造する電気機械メーカーなど向けに無許可の人材派遣業を営んでいた容疑で家宅捜索を受け、翌年1月に逮捕される。
- 2006年 陸上自衛隊の最新型地対空ミサイルシステムに関する研究開発段階のデータを、北朝鮮に送っていたことが発覚した。
- 2006年 科協幹部の親族の女がアミノ酸点滴薬を万景峰号で輸出しようとした容疑で逮捕された（個人利用目的と判断され、不起訴処分になる）。
- 2016年　北朝鮮の長距離弾道ミサイル発射に対する日本政府の制裁として顧問や会員ら五人の訪朝後の再入国を原則禁止[9]。

## 機関紙
- 科学技術

## 所在地
- 〒113-0001 東京都文京区白山4-33-14（朝鮮出版会館内）